# Agathazettel

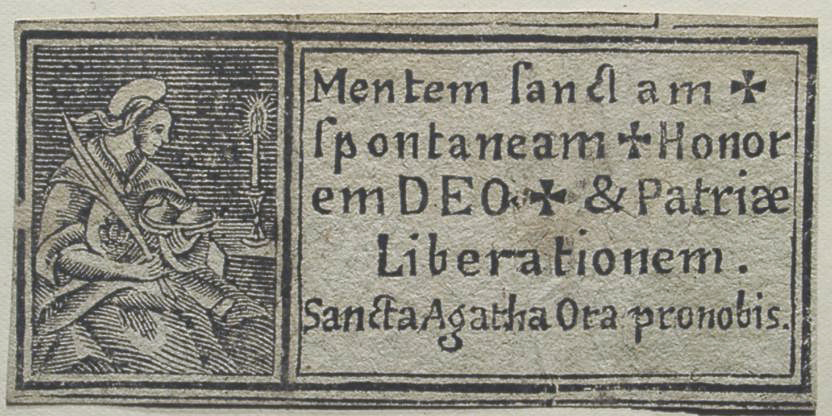
Agathazettel

Agathazettel oder Agathenzettel sind am Agathatag (5. Februar) gesegnete Zettel mit einer Heilsformel, gelegentlich auch mit einer Darstellung der heiligen Agatha.

## Fürbitte
Die Inschrift der Agathazettel lautete Mentem sanctam, spontaneam, honorem Deo et patriae liberationem, übersetzt: (Sie hatte) eine heilige freiwillige Gesinnung, (sie gab) Gott die Ehre und ihrer Heimat Befreiung. Dies stand der Überlieferung nach auf einer Marmortafel, die von einem Engel auf das Grab Agathas gelegt wurde. Gelegentlich wurde der Agathazettel um den Zusatz Ignis a laesura protege nos, o Agatha pia („Heilige Agatha, bewahre uns vor Verletzung durch Feuer“) ergänzt. Manchmal waren die Agathazettel in deutscher Sprache beschrieben, etwa mit:

„Dies Haus soll sein dir anvertraut!
Schütz es vor Feuer und Brand,
und das ganze Vaterland.
Gib uns auch einen heil’gen Sinn, 
froh für Gott bis zum Tode hin!“

Neben ihrer Funktion als Feuerbanner konnten Agathazettel auch als Helfer in Anliegen der Mütter dienen.

## Brauchtum
Agathazettel wurden entweder direkt ausgegeben oder nach dem Kauf bei Händlern am Agathatag gesegnet. Oft wurden sie zur Segnung in die seit dem 16. Jahrhundert ebenfalls als Heil- und Schutzmittel verwendeten Agathabrötchen gesteckt. Viele Familien schrieben ihre Bitten um Schutz und Hilfe selbst auf ein Blatt, brachten es am Agathentag zur Kirche, ließen den Agathazettel im Gottesdienst segnen und brachten ihn an der Tür an oder verwahrten ihn im Haus. Wenn der Agathenzettel der Bitte galt, vom Feuer verschont zu werden, wurde er zuweilen ins brennende Feuer geworfen. Agathazettel wurden oft Nachbarn und Freunden geschenkt. Es wurde auch berichtet, dass Schüler das Fürbittgebet auf Papier schrieben und dies mit bunten Verzierungen versahen.

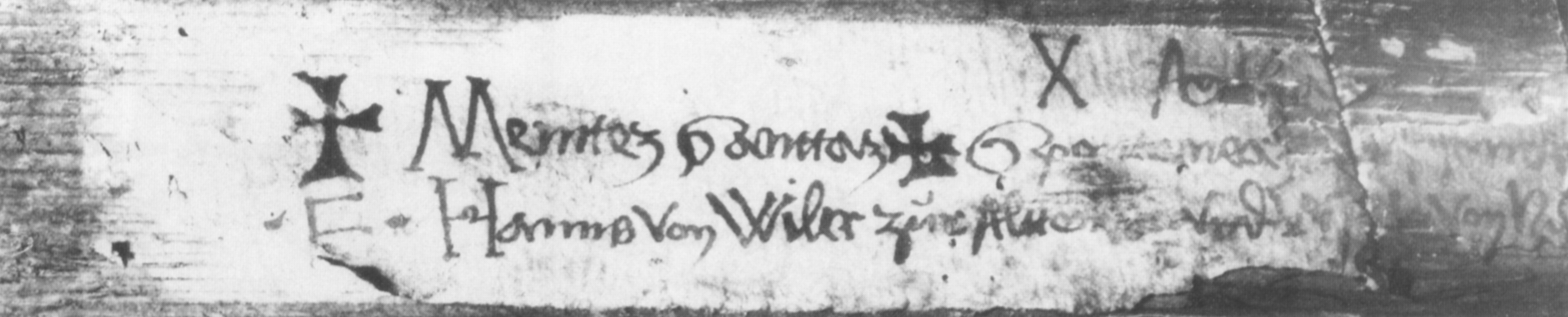
Agathazettel von 1523, gefunden über dem Türsturz eines Hauses in Ravensburg
Ein Agathazettel
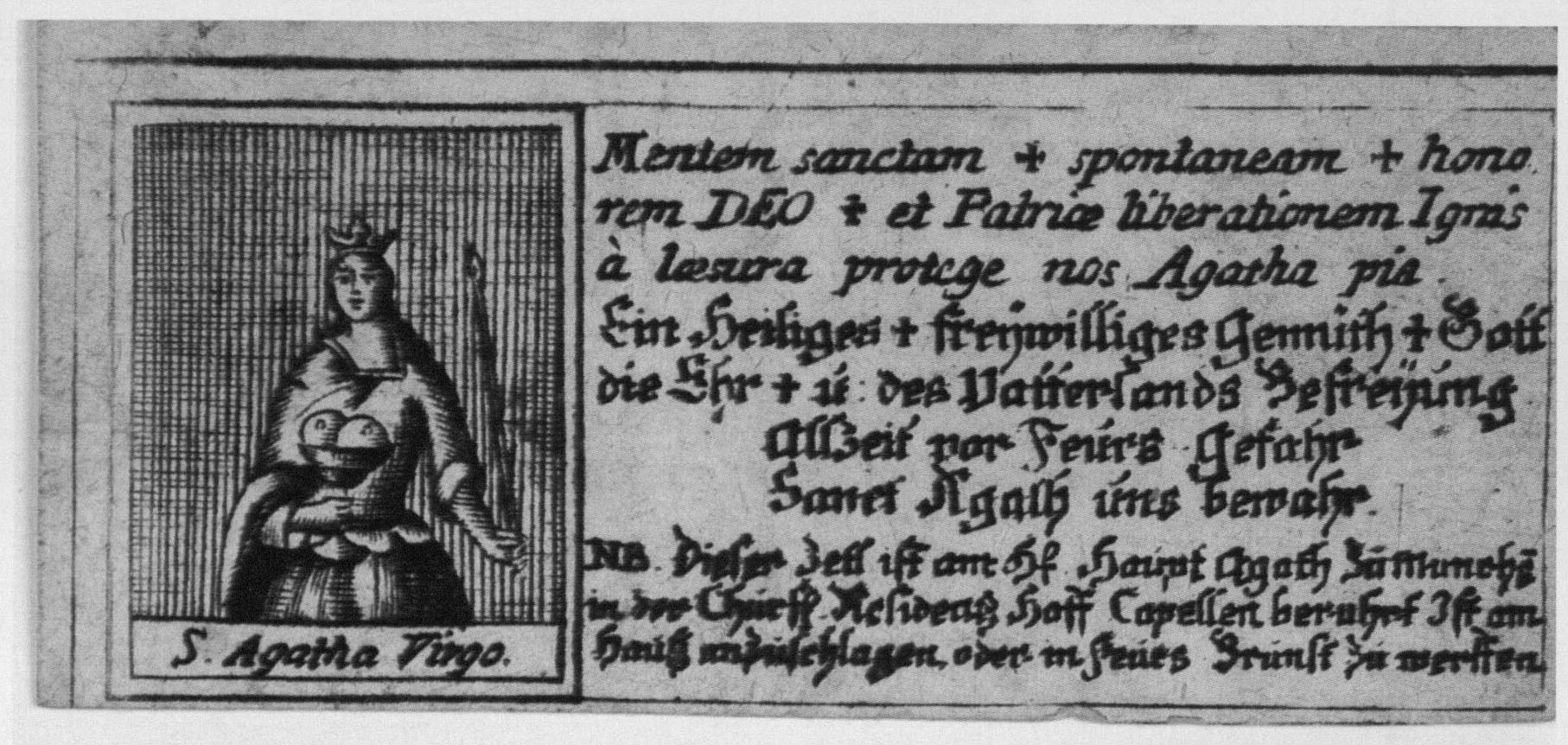
Agathazettel mit Feuersegen und „Gebrauchsanleitung“. Kupferstich, München, 18. Jahrhundert
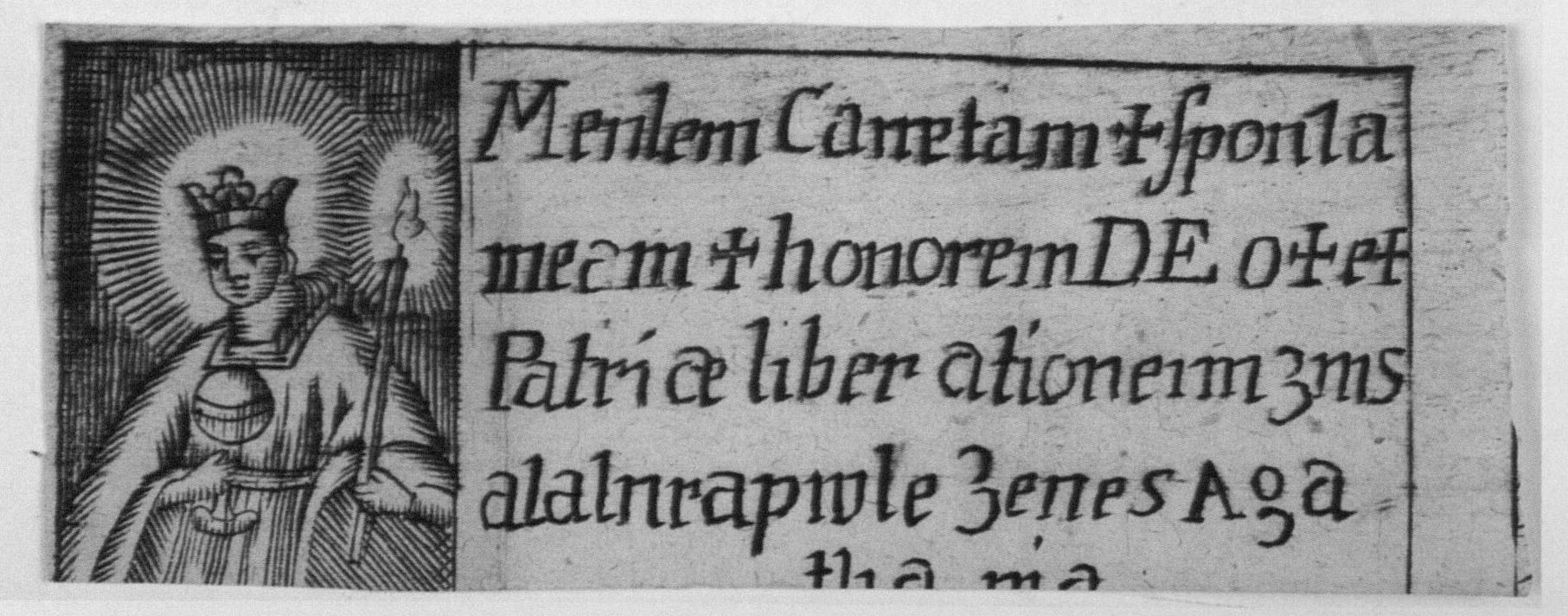
Agathazettel mit sehr fehlerhaftem Segensspruch. Kupferstich, 18. Jahrhundert